# Manden uden navn
Manden uden navn (på engelsk: Man with no name, på italiensk Uomo senza nome) er helten, der bliver spillet af Clint Eastwood i Sergio Leones Dollars-trilogi af spaghettiwesternfilms: En nævefuld dollars (A Fistful of Dollars) fra 1964, Hævn for dollars (For a Few Dollars More) fra 1965 og den Den gode, den onde og den grusomme (The Good, the Bad and the Ugly) fra 1966.
I 2008 valgte filmtidsskriftet Empire "Manden uden navn" som den 33. bedste filmkarakter nogensinde.

## Koncept og skabelse
En nævefuld Dollars blev direkte omskrevet fra Akira Kurosawas frilm Yojimbo fra 1961. Den blev sagsøgt af Yojimbos producere, som fik medhold i retten. I Yojimbo er filmens helt en usædvanlig samurai uden herre, en "ronin", der spilles af Toshiro Mifune, og han har en slående lighed med Eastwoods karakter: begge er stille, bistre, excentriske fremmede med en stærk, men uortodoks følelse af retfærdighed og ekstraordinære færdigheder med et bestemt våben (i Mifunes tilfælde et katanasværd og i Eastwoods en revolver).
Ligesom Eastwoods westernkarakter spiller Mifune en karakter uden navn. Da han bliver presset giver han pseudonymet Sanjuro Kuwabatake (der betyder "Trediveårig morbærmark"), som er en reference til hans alder, og noget som han ser igennem et vindue (selvom han med hensyn til alderen spøgende siger "tættere på 40 faktisk"). Konventionen med at skjule karakterens arme deles også i de to film; Mifunes karakter gemmer dem typisk i sin kimono, og har således tomme ærmer, mens Eastwoods karakter har en poncho på i meget af filmen. Inden Eastwood skrev under på kontrakten til En nævefuld Dollars havde han set Kurosawas film og var imponeret over karakteren. Under optagelserne kopierede Eastwood ikke Mifunes optræden udover hvad der allerede stod i manuskriptet. Han insisterede også på at fjerne noget af dialogen fra det oprindelige manuskript, hvilket gjorde karakteren mere stille og dermed tilføjede mere til den mystiske aura. Gennem trilogiens historie blev karakteren endnu mere stille og stoisk.
Yojimbo selv antages at være baseret på Dashiell Hammetts roman Red Harvest fra 1929. Filmprofessoren David Desser og filmkritiker Manny Farber, har blandt andre kategorisk hævdet at Red Harvest var inspirationen til Kurosawasfilm Yojimbo. Leone selv troede også på denne teori og udtalte at "Kurosawas Yojimbo var inspireret af den hårdkogte amerikanske roman så jeg tog i virkeligheden bare historien hjem igen."
Selvom Kurosawa aldrig krediterede Hammett offentligt, hævder Roger Corman at Kurosawa privat anerkendte Red Harvest som sin inspiration. Hovedpersonen i Hammetts Red Harvest er ligeledes uden navn, og bliver kun identificeret som "The Continental Op" efter det detektivbureau han arbejder for.

### Faktiske navne
- I En nævefuld Dollars bliver han kaldt "Joe" af bedemanden, Piripero, og Eastwood bliver krediteret som "Joe".
- I Hævn for Dollars bliver han kaldt "Manco" (spansk for en-armet) fordi han gør alt med sin venstre hånd, undtagen at skyde.
- I Den gode, den onde og den grusomme kalder Tuco ham for "Blondie", fordi han er relativt lys i huden. Han er "Den gode" i filmtitlen.
- Dollars bogserien bliver han kaldt "The Hunter", "The Bounty Killer", "Mister Sudden Death", "Nameless", "No Name" og "Señor Ninguno" eller den direkte oversættelse "Mr. Nobody".

## Optræden i litteraturen
Krakterens popularitet har bragt ham tilbage i adskillige spin-offbøger, kaldet Dollar-serien, da den deler samme tema som filmserien:
- A Fistful of Dollars (1972), omskrivning til bog af Frank Chandler, et pseudonym for  Terry Harknett
- For a Few Dollars More (1965), omskrivning til bog af Joe Millard
- The Good, the Bad and the Ugly (1967), omskrivning til bog af Joe Millard
- A Dollar to Die For (1967) af Brian Fox, et pseudonym for Todhunter Ballard
- A Coffin Full of Dollars (1971)  af Joe Millard
- The Devil's Dollar Sign (1972) af Joe Millard
- Blood For a Dirty Dollar (1973) af Joe Millard
- The Million-Dollar Bloodhunt (1973) af Joe Millard

Tuco fra Den gode, den onde og den grusomme optræder som en af hovedpersonerne i A Dollar to Die For. Igen bliver Manden uden navn nødt til at angive ham for guld, og igen hjælper han ham med at flygte fra fængsel fordi "en verden uden Tuco vil være meget mindre interessant".